# Historische Hilfswissenschaften
Die Historischen Hilfswissenschaften (auch Historische Grundwissenschaften oder Geschichtliche Hilfswissenschaften [GHW]; in der Schweiz Historische Spezialwissenschaften) sind eine Teildisziplin der Geschichtswissenschaft, die sich damit beschäftigt, Quellen für die inhaltliche Auswertung aufzubereiten. Sie ermöglichen die Interpretation der Quellen, indem sie diese in ihrer Materialität erschließen und die darin enthaltenen Informationen in aktuell verständliche Kontexte einordnen. Der umfangreiche Fächerkanon mit teilweise eigenständigen Methoden ist keineswegs geschlossen, sodass je nach Zusammenhang auch Disziplinen wie die Literatur- oder die Kunstwissenschaft als Hilfswissenschaften der Geschichte genutzt werden können. Prinzipiell kann jede Disziplin als Historische Hilfswissenschaft gelten.
Ob „Hilfswissenschaften“ oder „Grundwissenschaften“ als Fächerbezeichnung zu bevorzugen ist, wird unterschiedlich beurteilt. Die Bezeichnung ‚Hilfswissenschaften‘ kann als abwertend missverstanden werden, aber auch den „funktionalen Zusammenhang“, also den besonderen Nutzen dieses Forschungsgebietes für die historische Forschung, hervorheben.

## Geschichte und Grundlagen
Die Grundlagen der wissenschaftlichen Urkundenkritik und damit der historischen Hilfswissenschaften haben Daniel Papebroch und Jean Mabillon im 17. Jahrhundert gelegt. Der Begriff taucht aber erst im 18. Jahrhundert als elementa et adiumenta historica (Tübingen 1734), Auxilia historica (Regensburg 1741) oder subsidia historica (Marburg 1785) auf. Der deutsche Begriff „historische Hülfswissenschaften“ fällt erstmals 1761 in Johann Christoph Gatterers Handbuch zur Universalgeschichte. Im 19. Jahrhundert werden sie Teil der universitären Ausbildung und Kern der Ausbildung von Archivaren, zum Beispiel an der École nationale des chartes in Paris oder dem Institut für Österreichische Geschichtsforschung in Wien.
Zentral für die Historischen Hilfswissenschaften ist dabei die Arbeit mit schriftlichen Dokumenten, die aus Verwaltungstätigkeit entstanden sind, insbesondere den Urkunden (Diplomatik).
Zunächst als Instrumente für die Urkundenkritik entwickelt, haben sich die Schriftkunde (Paläografie), die Siegelkunde (Sphragistik) und die historische Zeitrechnungslehre (Chronologie) verselbständigt. Die Paläografie untersucht heutzutage vorrangig mittelalterliche literarische Handschriften, die Chronologie widmet sich auch der Komputistik und der sozialen Bedeutung von Datierungsstilen. Für die administrativen Quellen des Spätmittelalters und der Frühen Neuzeit haben sich seit der Mitte des 20. Jahrhunderts die Spezialdisziplinen der Akten- und Dokumentenkunde und der Amtsbücherkunde herausgebildet.
Mit der Ausweitung der von der Geschichtswissenschaft benutzten Quellen seit den 1980er Jahren rücken gegenständliche (Realienkunde) und bildliche Quellen in den Vordergrund.
Historische Hilfswissenschaften sind eine der Grundlagen der Materialitätsforschung.

## Arbeitsfeld

### Traditioneller Kanon
Der Fächerkanon der Historischen Hilfswissenschaften fasst Disziplinen zusammen, die sich mit dem unmittelbaren Verständnis der historischen Quellen beschäftigen:
- Aktenkunde
- Amtsbücherkunde
- Archivkunde
- Diplomatik
- Einbandforschung
- Epigraphik
- Genealogie (während andere personenbezogene Forschungsgebiete wie historische Demographie und Prosopographie gewöhnlich nicht zu den Fächern der Historischen Hilfswissenschaften gerechnet werden)
- Heraldik
- Historische Chronologie
- Historische Fachinformatik
- Historische Linguistik
- Historische Metrologie
- Ikonografie
- Kodikologie
- Numismatik
- Paläografie
- Realienkunde
- Visual History (Historische Bildkunde)
- Sphragistik
- Quellenkunde, befasst sich ausführlich mit allen Fragen der Quellenkritik

### Weitere Historische Hilfswissenschaften
Oft aber nicht immer zu den Historischen Hilfswissenschaften werden gezählt:
- Onomastik, Lehre von den Namen, Erforschung von Bedeutung, Herkunft und Verbreitung von Namen
- Phaleristik, Lehre von den Auszeichnungen, Orden und Ehrenzeichen
- Vexillologie, Lehre von den Flaggen
- Filigranologie, Lehre von den Wasserzeichen
- Einbandkunde
- Medaillenkunde (oft unter Numismatik zu finden)

### Nicht kanonische Hilfswissenschaften
Andere Wissenschaften können auch als Hilfswissenschaften fungieren; nicht in den Kanon der Hilfswissenschaften werden jedoch folgende Disziplinen gezählt, da sie in enger Beziehung zu Wissenschaften stehen, die sich nicht als ausschließlich historische verstehen:
- Lateinische Philologie des Mittelalters, die sich auch auf die klassische Philologie und Latinistik bezieht
- Papyrologie, die Lehre von den Texten auf Papyrus und ähnlichen Beschreibstoffen, die in engem Kontakt mit der Archäologie und der Byzantinistik steht
- Epigraphik der Antike, die in enger Beziehung zur klassischen Archäologie steht
- Historische Geographie (in "Werkzeug des Historikers" taucht die Historische Geographie jedoch im Kanon auf)
- Geschichte der Kartografie
- Stratigraphie, die Untersuchung von Schichtungen des Erdreichs und ihre zeitliche Zuordnung
- Altersbestimmung von Gesteinen, Fossilien oder archäologischen Funden
- Chorologie, die Lehre von der geografischen Verbreitung der Organismen
- Astronomische Chronologie
- Ikonologie (Lehre vom Sinngehalt alter Bildwerke)
- Typographie (Buchdruckkunst und -lehre)

## Charakteristik
Die Historischen Hilfswissenschaften haben häufig einen starken Objektbezug. Die materiale Form der historischen Quellen tritt gegenüber ihrem Inhalt in den Vordergrund. So sind die Bücher als Gegenstände Thema der Handschriftenkunde (Kodikologie) und der Buchgeschichte, die Münzen Thema der Numismatik, Herrschaftsinsignien und Alltagsgegenstände Thema der Insignienkunde und der Realienkunde, Inschriften Thema der Epigrafik, alte Karten Thema der Geschichte der Kartografie.
Gemeinsam ist dem Fächerkanon auch das Prinzip, formale Eigenschaften der Quellen zu ermitteln: Die äußeren und inneren Merkmale der Urkunden sind Indizien der Echtheit der Stücke, Schriften sollen Schreiborten oder Schreibern zugeordnet werden usw. Die Historische Fachinformatik baut auf dieser methodischen Gemeinsamkeit auf und sucht nach formalisierbaren (und damit in Algorithmen ausdrückbaren) Verfahren der historischen Wissenschaften insbesondere im Umgang mit den Quellen.
Wichtigste Gemeinsamkeit der Disziplinen ist jedoch, dass Kenntnisse in den jeweiligen Teildisziplinen unverzichtbar sind für den Umgang mit den originalen Quellen. So versucht die Historische Geografie geografische Gegebenheiten der Vergangenheit zu ermitteln, damit zum Beispiel ein Ortsname in einer mittelalterlichen Urkunde identifiziert werden kann. So versucht die Metrologie, historische Maßangaben aufzulösen, um dem Historiker ein Bild von dem Gewicht, Volumen oder Ausdehnung der Quelleninhalte zu geben. So vermittelt die Archivkunde Wissen über die Organisation der Archive, um den Zugang zu den in ihnen verwahrten Materialien zu erleichtern. So versucht die Genealogie die Verwandtschaftsverhältnisse der Vergangenheit zu entwirren, um historische Ereignisse in personale Beziehungsgeflechte einzuordnen.

## Wissenschaftspolitische Situation
Um 2000 sind die Hilfswissenschaften in Deutschland institutionell zurückgefahren worden, was in der Debatte um die Selbstdefinition der Geschichtswissenschaft begründet ist. Die „linguistische Wende“ und die Relativierung der historischen Faktizität, die gewöhnlich mit dem Namen Hayden White verbunden wird, hat das Augenmerk der historischen scientific community auf Forschungsbereiche konzentriert, die sich den Möglichkeiten der Interpretation von historischem Wissen widmen und die Konstruktion des historischen Wissens zurückstellen. Die Hilfswissenschaftler versuchen diesem Druck mit Betonung traditioneller Forschungsleistungen ebenso zu begegnen wie mit der Einbindung ihrer Forschungen in übergreifende Forschungsthemen (zum Beispiel Schriftlichkeit und Mündlichkeit, Digitale Edition). Durch eine verstärkt auf Archivmanagement ausgerichtete Ausbildung betreiben auch die Archivare nur noch selten die formale Analyse des Archivmaterials, obwohl eine Fortschreibung der Aktenkunde ins 19. und 20. Jahrhundert ebenso drängende Forschungsaufgaben stellen wie eine vertiefte Paläographie der Neuzeit für den Archivbenutzer nützliche Hilfsmittel bereitstellen könnte.
Die deutsche Hochschulpolitik stuft die Historischen Hilfswissenschaften als Kleines Fach ein (siehe auch Liste der Kleinen Fächer). Eine deutschlandweite Kartierung der Professuren findet sich bei der Arbeitsstelle Kleine Fächer. Im Hauptfach können Historische Hilfswissenschaften nur noch an sehr wenigen Universitäten studiert werden. Insgesamt wird die prekäre Lage der Historischen Hilfswissenschaften beklagt.